# Religión civil
El término religión civil es un concepto político utilizado por pensadores como Benjamin Franklin, George Washington y Jean-Jacques Rousseau, y recuperado recientemente por el sociólogo estadounidense Robert Neelly Bellah, para determinar la parte religiosa de la vida política de una cultura determinada.

## Desarrollo del concepto
El escritor ginebrino Jean-Jacques Rousseau empleó el término «religión civil», dentro del capítulo VIII del Libro Cuarto de su obra El Contrato Social (1762), para contraponer los valores religiosos establecidos por el cristianismo a aquellos que debían prevalecer en los ciudadanos de un Estado para permitir la perdurabilidad del pacto social, impuestos por el soberano y garantes de la cohesión social:

Hay según esto una profesión de fe meramente civil, cuyos artículos puede fijar el soberano, no precisamente como dogmas de religión, sino como sentimientos de sociabilidad, sin los cuales es imposible ser buen ciudadano ni fiel súbdito. Sin poder obligar a nadie a creerlos, puede desterrar del estado a cualquiera que no los crea; puede desterrarle, no como impío, sino como insociable, como incapaz de amar con sinceridad las leyes y la justicia, y de inmolar, en caso de necesidad, la vida al deber.

De esta manera la práctica de una religión así dada, permitiría la creencia personal del individuo pero sin renunciar a su estatus de ciudadano sino, incluso, exaltando sus deberes como tal. Para ello, deberán establecerse ciertos dogmas que permitan tal equilibrio:
- La existencia de Dios
- La creencia en una vida venidera.
- La recompensa de la virtud y el castigo del vicio.
- La exclusión de la intolerancia religiosa.[3][4][5][6]

El historiador italiano Emilio Gentile ha estudiado las raíces y el desarrollo del concepto y ha propuesto una división en dos tipos de religiones de los políticos: una religión civil y una religión política.